# Bitwa nad Gawią (1609)
Bitwa nad Gawią miała miejsce 6 października 1609 podczas wojny polsko-szwedzkiej 1600–1611.
Gdy hetman wielki litewski Jan Karol Chodkiewicz (2500 żołnierzy) ruszył we wrześniu z Parnawy do Dyjamentu, w ślad za nim podążyła armia szwedzka (5000 żołnierzy, wśród nich najemnicy z Francji, Holandii i Szkocji) Fryderyka Joachima Mansfelda. Wojska litewskie 29 września wstrzymały marsz, by założyć konfederację w związku z zaległym żołdem.
Przybycie 2 października Mansfelda sprawiło, że wojska litewskie podporządkowały się hetmanowi. Chodkiewicz, chcąc bez przeszkód oblegać Dyjament, postanowił zniszczyć armię Mansfelda. Ten jednak przez cztery dni zdołał uniknąć bitwy. Z drugiej strony Szwedom nie udało się przedrzeć i pomóc głodującej załodze Dyjamentu, którą Litwini blokowali już od miesięcy.
Nie mogąc zmusić Mansfelda do bitwy, hetman przygotował zasadzkę nad rzeką Gaują. W tym celu porzucił założony tam obóz, zostawiając niewielkie siły. Sam z resztą sił ukrył się w pobliskich lasach.
Szwedzi nie oparli się pokusie i 6 października zaatakowali słabo broniony obóz litewski. Wtedy Chodkiewicz skierował do ataku pułk pod wodza Tomasza Dąbrowy. Zaskakujące uderzenie litewskiej jazdy doprowadziło do rozbicia armii Mansfelda.
Hetman w liście do Lwa Sapiehy oceniał straty szwedzkie na kilkuset zabitych i 100 jeńców. Ponadto w ręce Litwinów wpadło kilkanaście dział. Zwycięstwo nad Gaują przesądziło o odzyskaniu przez Litwinów Dyjamentu.